# Småbubblig sköldnuding
Småbubblig sköldnuding, (Onchidoris muricata) är en snäckart som först beskrevs av Otto Friedrich Müller 1776. Småbubblig sköldnuding ingår i släktet Onchidoris och familjen Onchidorididae. Arten är reproducerande i Sverige. Inga underarter finns listade i Catalogue of Life.